# Cmentarz wojenny nr 9 – Łysa Góra
Cmentarz wojenny nr 9 - Łysa Góra – zabytkowy cmentarz z I wojny światowej znajdujący się w miejscowości Łysa Góra w gminie Nowy Żmigród w powiecie jasielskim, zaprojektowany przez Dušana Jurkoviča. Jeden z ponad 400 zachodniogalicyjskich cmentarzy wojennych zbudowanych przez Oddział Grobów Wojennych C. i K. Komendantury Wojskowej w Krakowie. Należy do I Okręgu Cmentarnego Nowy Żmigród.

## Opis
Cmentarz na rzucie prostokąta otoczonego drewnianym płotem ma powierzchnię 625 m². Całość zaprojektowana została na planie wydłużonym o zaokrąglonych narożnikach z małym wybrzuszeniem od strony północnej (za pomnikiem). Teren cmentarza łagodnie opada w kierunku południowym, w kierunku drogi Nowy Żmigród – Dukla. Dziś wejście na teren cmentarza znajduje się od strony wschodniej w pobliżu pomnika. Pierwotne, główne wejście na cmentarz znajdowało się od strony południowej, "w dole" cmentarza. Podczas odbudowy cmentarza z niewiadomych przyczyn zrezygnowano z odbudowy pierwotnego, głównego wejścia na cmentarz, mimo iż zachowały się fundamenty bramki. Dzisiejsze wejście na cmentarz było wejściem pomocniczym (pierwotnie również było ujęte w kamienne słupki, z których zrezygnowano podczas odbudowy). Dziś cały teren otoczony jest płotem z bali drewnianych, który nie pokrywa pierwotnej powierzchni cmentarza (podczas odbudowy wprowadzono korekty).
Całość zaprojektowana jest według osi symetrii, która przebiega na linii: nieistniejące dziś wejście na cmentarz – pomnik. Po lewej i prawej stronie głównej alei znajdują się nagrobki w dwóch długich rzędach. Pola grobowe zwieńczają drewniane, rzeźbione krzyże z rozszerzającymi się ramionami przykryte blaszanymi daszkami przymocowanymi do ramion krzyża ozdobnymi bolcami. Podczas remontu nie wykonano emaliowanych, okrągłych tabliczek nagrobnych, które znajdowały się na skrzyżowaniu ramion.
Na końcu alejki (wchodząc dzisiejszym wejściem – na lewo od wejścia) znajduje się okazały pomnik z kamienia ciosanego, który niewielkimi stopniami zwęża się ku górze, a zwieńczony jest żelaznym krzyżem posadowionym na żelaznej kuli. Na ścianie frontowej tablica z inskrypcją w języku niemieckim, która w wolnym tłumaczeniu brzmi następująco:
Bladych żniwiarzy, krwawe żniwo,
Bądź nasieniem przyszłych zbiorów,
Nasłuchuj godziny stanowczego nakazu.
Stwórzcie życie z naszej śmierci.
Na cmentarzu w 33 mogiłach pojedynczych i jednej zbiorowej pochowano dziesięciu żołnierzy armii niemieckiej, czternastu austriackiej i dziesięciu rosyjskiej, poległych w zasadzkach podczas wycofywania się Rosjan z kotła pod Grabiem i Krempną w maju 1915.
Cmentarz został gruntownie odremontowany kilka lat temu.

## Galeria

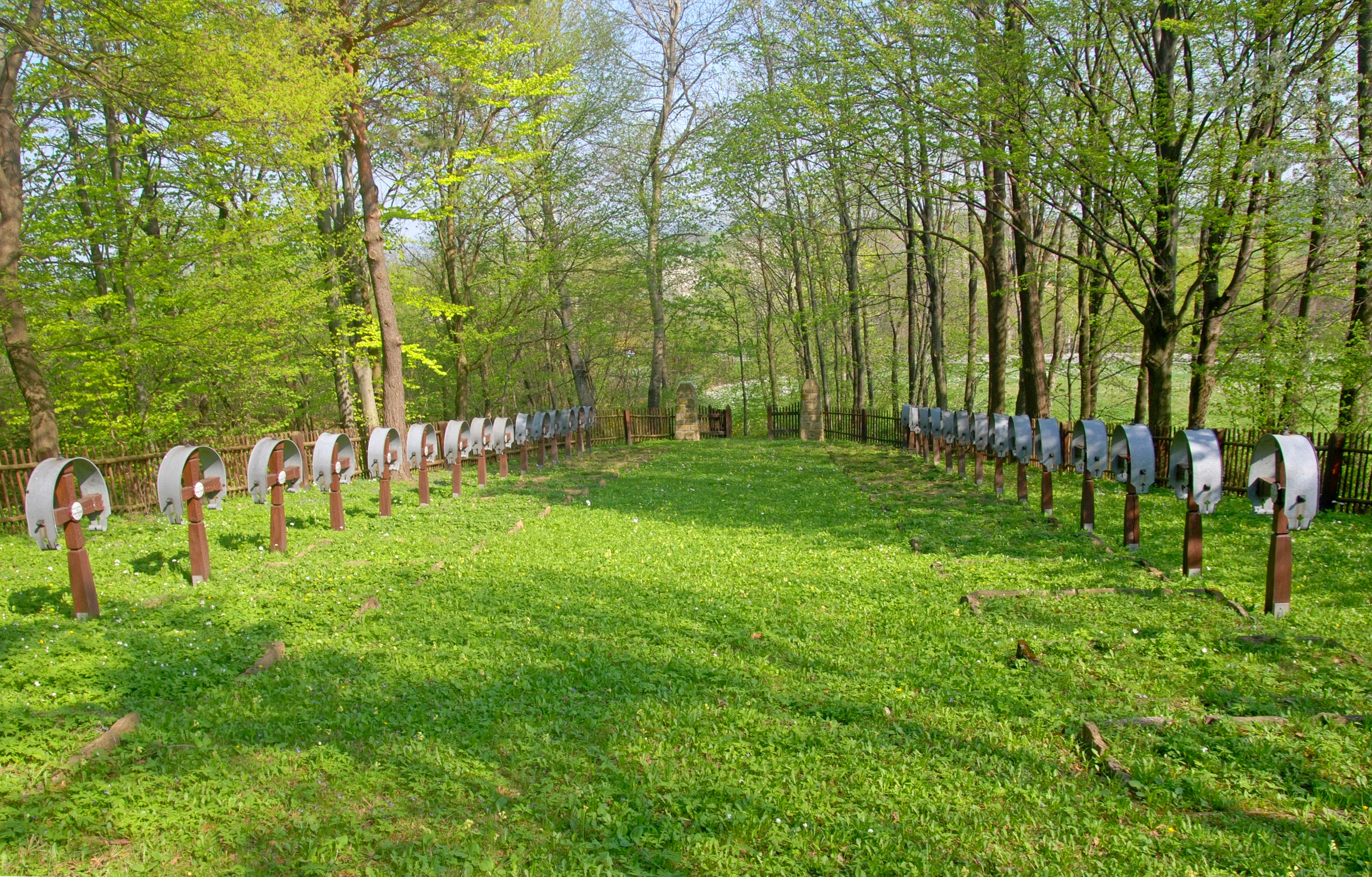
Widok ogólny
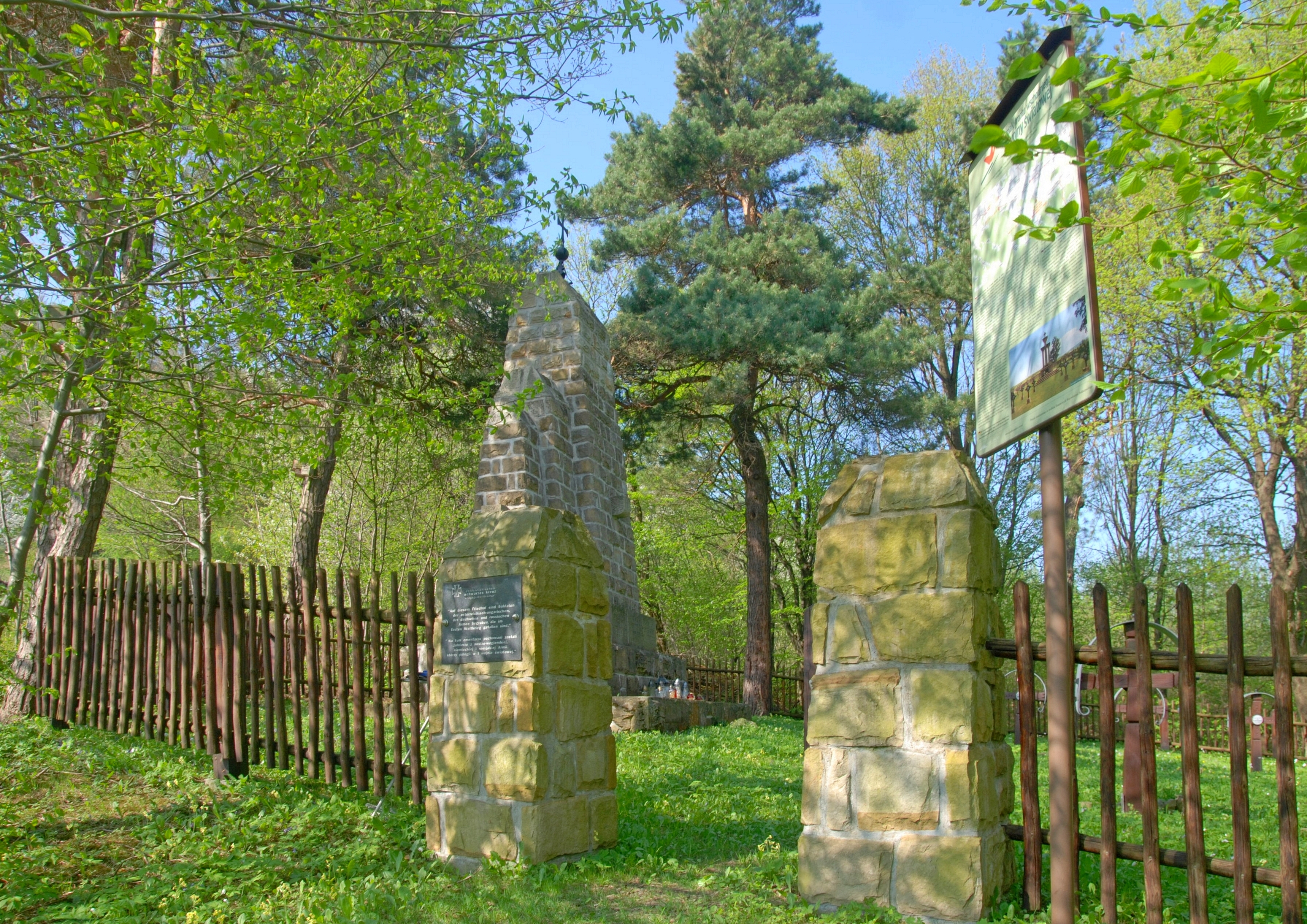
Bramka wejściowa
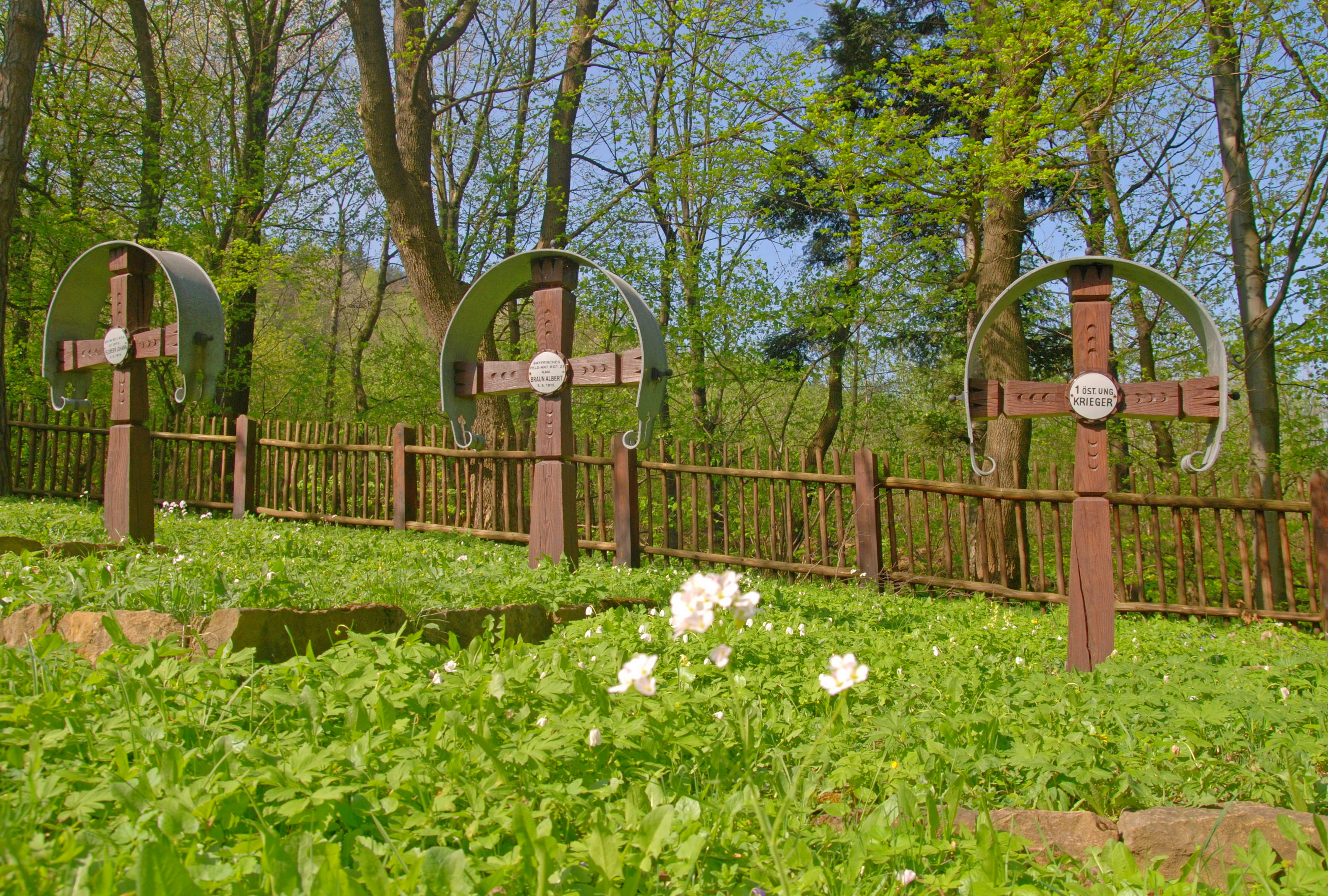
Krzyże